# James Bell (Schauspieler, 1891)
James Harllee Bell (* 1. Dezember 1891 in Suffolk, Virginia; † 26. Oktober 1973 in Kents Store, Virginia) war ein US-amerikanischer Schauspieler.

## Leben und Karriere
Nach seinem Studium an der Virginia Tech wandte sich James Bell der Schauspielerei zu. Im Jahr 1920 machte er sein Broadway-Debüt in der Komödie The Bad Man an der Seite von Frank Conroy. Bis zum Jahr 1941 spielte Bell in über 20 weiteren Broadway-Produktionen, darunter auch später verfilmte Stücke wie A Free Soul und Lilly Turner. Seine erste kleine Filmrolle hatte er bereits 1932 in Jagd auf James A. von Mervyn LeRoy, doch erst mit Beginn der 1940er-Jahre wandte er sich hauptsächlich dem Filmgeschäft zu.
James Bell spielte in insgesamt über 80 Kinofilmen, oft in Nebenrollen als Vater der Hauptfigur oder in Autoritätsrollen als Arzt, Richter, Offizier oder Sheriff. Für RKO Pictures verkörperte er jeweils unter Regie von Jacques Tourneur einen Hausarzt in Ich folgte einem Zombie und einen der ersten Serienmörder der amerikanischen Kinogeschichte in The Leopard Man, die beiden von Val Lewton produzierten Horrorfilme erschienen im Jahr 1943. Zwei Jahre später war er, ebenfalls für RKO, als örtlicher Inspektor in Robert Siodmaks Thriller Die Wendeltreppe zu sehen. In den 1950er-Jahren übernahm er besonders häufig Nebenrollen in Western und Kriegsfilmen, beispielsweise an der Seite von John Wayne, James Cagney und Randolph Scott. Er war ebenfalls als Schwiegervater von James Stewart in Anthony Manns Filmbiografie Die Glenn Miller Story über das Leben von Glenn Miller zu sehen. Ab den 1950er-Jahren übernahm Bell auch Gastrollen in Fernsehserien wie Perry Mason, Bonanza, Am Fuß der blauen Berge und Die Leute von der Shiloh Ranch. Er verabschiedete sich 1964 mit einer kleinen Rolle als Scheidungsrichter in Wohin die Liebe führt neben Bette Davis aus dem Filmgeschäft.
James Bell starb im Oktober 1973 im Alter von 81 Jahren, wenige Monate zuvor war seine Biografie Pumpernickel and champagne: a biography of James Harllee Bell erschienen. Mit seiner Schauspielkollegin Joyce Arling (1911–2002) war er von 1930 bis zu seinem Tod verheiratet, sie hatten drei Kinder.

## Filmografie (Auswahl)
- 1932: Jagd auf James A. (I Am a Fugitive from a Chain Gang)
- 1933: Urlaub vom Thron (The King’s Vacation)
- 1933: Der Detektiv und die Spielerin (Private Detective 62)
- 1933: Storm at Daybreak
- 1935: Bengali (The Lives of a Bengal Lancer)
- 1942: Musik, Musik (Holiday Inn)
- 1943: Ich folgte einem Zombie (I Walked with a Zombie)
- 1943: The Leopard Man
- 1943: Flicka (My Friend Flicka)
- 1943: Mutige Frauen (So Proudly We Hail!)
- 1945: Thunderhead – der vierbeinige Teufel (Thunderhead, Son of Flicka)
- 1945: Spionage in Fernost (Blood on the Sun)
- 1946: Die Wendeltreppe (The Spiral Staircase)
- 1946: Späte Sühne (Dead Reckoning)
- 1947: Endlos ist die Prärie (The Sea of Grass)
- 1947: The Romance of Rosy Ridge
- 1947: Zelle R 17 (Brute Force)
- 1947: Killer McCoy
- 1949: Der Kampf um den Sonora-Pass (Roughshod)
- 1949: Die Todesreiter von Laredo (Streets of Laredo)
- 1950: Dial 1119
- 1951: Auf Bewährung freigelassen (The Company She Keeps)
- 1951: Die Hölle der roten Berge (Red Mountain)
- 1951: Stählerne Schwingen (Flying Leathernecks)
- 1952: Der Tiger von Utah (Ride the Man Down)
- 1952: Die goldene Nixe (Million Dollar Mermaid)
- 1953: Heißer Westen (Hannah Lee)
- 1953: Der letzte Suchtrupp (The Last Posse)
- 1953: Hölle der Gefangenen (Devil’s Canyon)
- 1953: Von der Polizei gehetzt (Crime Wave)
- 1953: Die schwarze Perle (All the Brothers Were Valiant)
- 1954: Die Glenn Miller Story (The Glenn Miller Story)
- 1954: Dieser Mann weiß zuviel (Riding Shotgun)
- 1954: Schwarzer Freitag (Black Tuesday)
- 1954, 1959: Lassie (Fernsehserie, 2 Folgen)
- 1955: In geheimer Kommandosache (Strategic Air Command)
- 1955: Marty
- 1955: Ihr sehr ergebener... (Sincerely Yours)
- 1955: Des Teufels rechte Hand (Texas Lady)
- 1955: Ein Mann wie der Teufel (A Lawless Street)
- 1956: Mein Wille ist Gesetz (Tribute to a Bad Man)
- 1956: Stunden des Terrors (A Day of Fury)
- 1956: Feuer über Mindanao (Huk!)
- 1957: Wem die Sterne leuchten (Four Girls in Town)
- 1957: Der Einsame (The Lonely Man)
- 1957: Stern des Gesetzes (The Tin Star)
- 1958: Hölle, wo ist dein Schrecken (In Love and War)
- 1958–1960: Perry Mason (Fernsehserie, 4 Folgen)
- 1959: Der Texaner (The Texan, Fernsehserie, Folge 1x18)
- 1959: Die Falle von Tula (The Trap)
- 1959: Mutter ist die Allerbeste (The Donna Reed Show, Fernsehserie, Folge 1x33)
- 1959: Mit Büchse und Colt (The Oregon Trail)
- 1959: Dezernat M (M Squad, Fernsehserie, Folge 3x01)
- 1959: Dennis, Geschichten eines Lausbuben (Dennis the Menace, Fernsehserie, Folge 1x04)
- 1960: Cheyenne (Fernsehserie, Folge 4x09)
- 1960: Am Fuß der blauen Berge (Laramie, Fernsehserie, Folge 1x24)
- 1960: Sugarfoot (Fernsehserie, Folge 3x14)
- 1960: Kein Fall für FBI (The Detectives, Fernsehserie, Folge 1x25)
- 1960: Der zweite Mann (The Deputy, Fernsehserie, Folge 1x33)
- 1960: Alfred Hitchcock präsentiert (Alfred Hitchcock Presents, Fernsehserie, Folge 5x37)
- 1960, 1963: Have Gun – Will Travel (Fernsehserie, 2 Folgen)
- 1961: Die gnadenlosen Vier (Posse from Hell)
- 1961: Claudelle und ihre Liebhaber (Claudelle Inglish)
- 1962: Bonanza (Fernsehserie, Folge 4x14 Ist Jamie Wrenn schuldig?)
- 1963: Die Leute von der Shiloh Ranch (The Virginian, Fernsehserie, Folge 2x02)
- 1963: Rufmord (Twilight of Honor)
- 1963: Temple Houston (Fernsehserie, Folge 1x04)
- 1964: Wohin die Liebe führt (Where Love Has Gone)